# 小林宏和
小林 宏和（こばやし ひろかず、1971年1月15日（54歳））は、日本の作曲家。かつては「都夏 瑞穂」の別名で楽曲提供を行っていた時期もある。

## 略歴
PAN SCHOOL OF MUSIC 卒業。
作曲家小林亜星に師事。数々の歌手・俳優等のマネージメントに携わる。
2009年5月28日 - 株式会社プリプロダクションを設立。
代表取締役でもあり、作詞作曲活動に力を注いでいる。
歌手KANAは（妹）

## 楽曲提供
永井みゆき
- 「友だち」（都夏瑞穂）作詞 合田道人

ユエホン
- 「愛をあきらめない」（都夏瑞穂）作詞 二宮康
- 「とまどえば雨」（都夏瑞穂）作詞 関ユリア

KANA
- 「永遠の月」作詞 冬弓ちひろ[注 1]
- 「泣かせてヨコハマ」作詞 小林宏和
- 「微笑みを想い出すまで」作詞 冬弓ちひろ
- 「姐御-ANEGO-」作詞 RIE
- 「永遠の桜」作詞 冬弓ちひろ
- 「Crying in my heart」作詞 冬弓ちひろ
- 「酔いどれ女の物語」作詞 RIE
- 「コイノアシアト」作詞 岩井薫[注 2]
- 「恋してはぐれてloneliness」作詞 森田いづみ
- 「愛は流れ星」作詞 北村けいこ
- 「愛なんて、シャバダバだ。」作詞 蛭田奈由未
- 「あばよ！Good-bye」作詞 北村けいこ
- 「ドライな貴方を飲みほして」作詞 小林宏和[注 3]
- 「潮風の街」作詞 RIE
- 「再会の街」作詞 冬弓ちひろ
- 「そんじょそこらの女」作詞 冬弓ちひろ
- 「ラビリンス〜薔薇の蜃気楼～」作詞 冬弓ちひろ[注 4]
- 「カンパイ！ネオン★ランデブー」作詞 冬弓ちひろ[注 5]
- 「誰より愛しいひと」作詞 冬弓ちひろ
- 「OSAKA〜夕暮れて〜」作詞 冬弓ちひろ
- 「午前0時のリフレイン」作詞 冬弓ちひろ
- 「黒ユリの女」作詞 岩井薫
- 「ラストシーン」作詞 秋元康

はやぶさ
- 「ふるさとの桜」作詞 高畠じゅん子

HANZO
- 「ひと折り」作詞 HANZO

陽
- 「幾千年の時を越えて〜久遠の恋歌～」作詞 冬弓ちひろ
- 「愛が間に合うなら」 作詞 小林宏和